# 応急入院
応急入院（おうきゅうにゅういん）とは、精神保健及び精神障害者福祉に関する法律第33条の7に定められている精神障害者の非自発的入院措置の1つ。自傷他害のおそれがない患者についても、精神保健指定医の判断で72時間以内の入院を可能とする制度である。
- 精神科への入院[2]
  - 自発入院 - 任意入院
  - 非自発入院 
    - 措置入院 / 緊急措置入院
    - 医療保護入院 / 応急入院

精神障害者について、入院が必要である場合に、自傷他害のおそれがあるときは措置入院または緊急措置入院、それがなくとも自ら入院を希望できるときは任意入院、自傷他害のおそれがなく、自ら入院を希望することができないときは医療保護入院によるが、これらのいずれの要件も満たさないが緊急性のある一定の条件のもと、入院期間を限って強制入院可能としたのが本制度である。自傷他害のおそれがないものの、管理者の権限で強制入院できる点で医療保護入院と同質であり、措置入院と緊急措置入院の関係になぞらえれば、緊急医療保護入院として理解することが可能である。

なお当該精神保健福祉法第三十三条の七にて規定されている応急入院の要件に違反せず人を応急入院させる行為は逮捕監禁罪の違法性阻却要件に該当するが当該応急入院の要件に違反して人を応急入院させる行為は逮捕監禁事犯である。

また当該精神保健福祉法第三十四条第三項にて規定されている応急入院に係る移送の要件に違反せず人を移送する行為は略取・誘拐罪の違法性阻却要件に該当するが当該応急入院に係る移送の要件に違反して人を移送する行為は略取・誘拐事犯である。

## 要件
- 精神保健指定医による診察の結果、精神障害者であり、かつ、直ちに入院させなければその者の医療及び保護を図る上で著しく支障がある者であって当該精神障害のために任意入院が行われる状態にないと判定されたもの（33条の7第1項1号）またはこれと同じ判定を受けて急速を要し、その者の家族等の同意を得ることができない場合として都道府県知事が移送したもの（33条の7第1項2号、34条3項）

医療保護入院の対象に比べて「直ちに」入院させなければその者の「医療及び保護を図る上で著しく支障がある」と、緊急性、重大性が加重されている。移送について家族等の同意を要しないのは下記の要件と同様である。2号の移送については移送制度（34条）を参照のこと。
緊急その他やむを得ない理由があるときは、33条の7第1項1号に関しては指定医に代えて特定医師が判定してもよい（同条2項前段）が、入院は12時間を限る（同項後段）とするのは医療保護入院と同様である。
- 医療及び保護の依頼があること（33条の7第1項柱書）

依頼者は家族等ではない同居人や、ケースワーカー等でもよい。病院関係者であると「患者狩り」の疑いを生じる。
- 急速を要し、その家族等の同意を得ることができないこと（33条の7第1項柱書）

緊急性ゆえに家族等と連絡がつかないこと等をいい、家族等が現に反対していて説得が間に合わない場合はこれにあたらない。家族等と現に連絡できるときは本要件を欠くため応急入院が成立することはない。同意の有無によって医療保護入院の可否が定まるのみである。
- 入院の告知（33条の8後段）

## 効果
- 応急入院の成立

医療保護入院と同様に、最終的には管理者の権限で入院を決定する。
入院を受ける病院は、施設基準を満たして指定を受ける必要がある（33条の7第1項柱書。「応急入院指定病院」という）。措置入院に関する指定（19条の8）と異なり、国等の設置した精神科病院も指定を受けなければ応急入院を受けることができない。指定基準は昭和63年厚生省告示127号及び平成12年障精23号により定められるが、手厚い職員配置、CT、採血、脳波検査が可能であること等を要し、19条の8の指定より厳しい基準となっている。
入院は72時間を限る（33条の7第1項柱書）。管理者は入院後「直ちに」入院届を提出しなければならない（33条の7第5項）。緊急措置入院で入院期間内に都道府県知事が措置入院させるかどうかを決定しなければならない（29条の2第2項）のと異なって、応急入院について同様の義務付け規定は存在しない。しかし通常は、医療保護入院への切替えを見越して、家族等との連絡を講じることになる。
退院時に退院届は要しない（33条の2は応急入院に適用されない）。

## その他
現実には、近親者の存在が不明の患者や、生活史（記憶）を想起できない患者で問題となる。個人情報保護法の精神から、病院が身元調査するには限界がある上、これについて精神保健福祉法や関連通達等は何も定めていない。
精神保健福祉法に定められている入院形態のうちでは最も運用例が少ない。一つには、応急入院指定病院としての指定のハードルが高いことがある。
また、措置入院等と異なり公費負担医療ではないから、上記のような身元不明者を受けるには躊躇があることがある。